# Chicacao
Chicacao è un comune del Guatemala facente parte del dipartimento di Suchitepéquez.